# Liste der Baudenkmäler in Plattling
Auf dieser Seite sind die Baudenkmäler in der niederbayerischen Stadt Plattling zusammengestellt. Diese Tabelle ist eine Teilliste der Liste der Baudenkmäler in Bayern. Grundlage ist die Bayerische Denkmalliste, die auf Basis des Bayerischen Denkmalschutzgesetzes vom 1. Oktober 1973 erstmals erstellt wurde und seither durch das Bayerische Landesamt für Denkmalpflege geführt wird. Die folgenden Angaben ersetzen nicht die rechtsverbindliche Auskunft der Denkmalschutzbehörde.

## Ensembles

### Ensemble Preysing- und Ludwigplatz

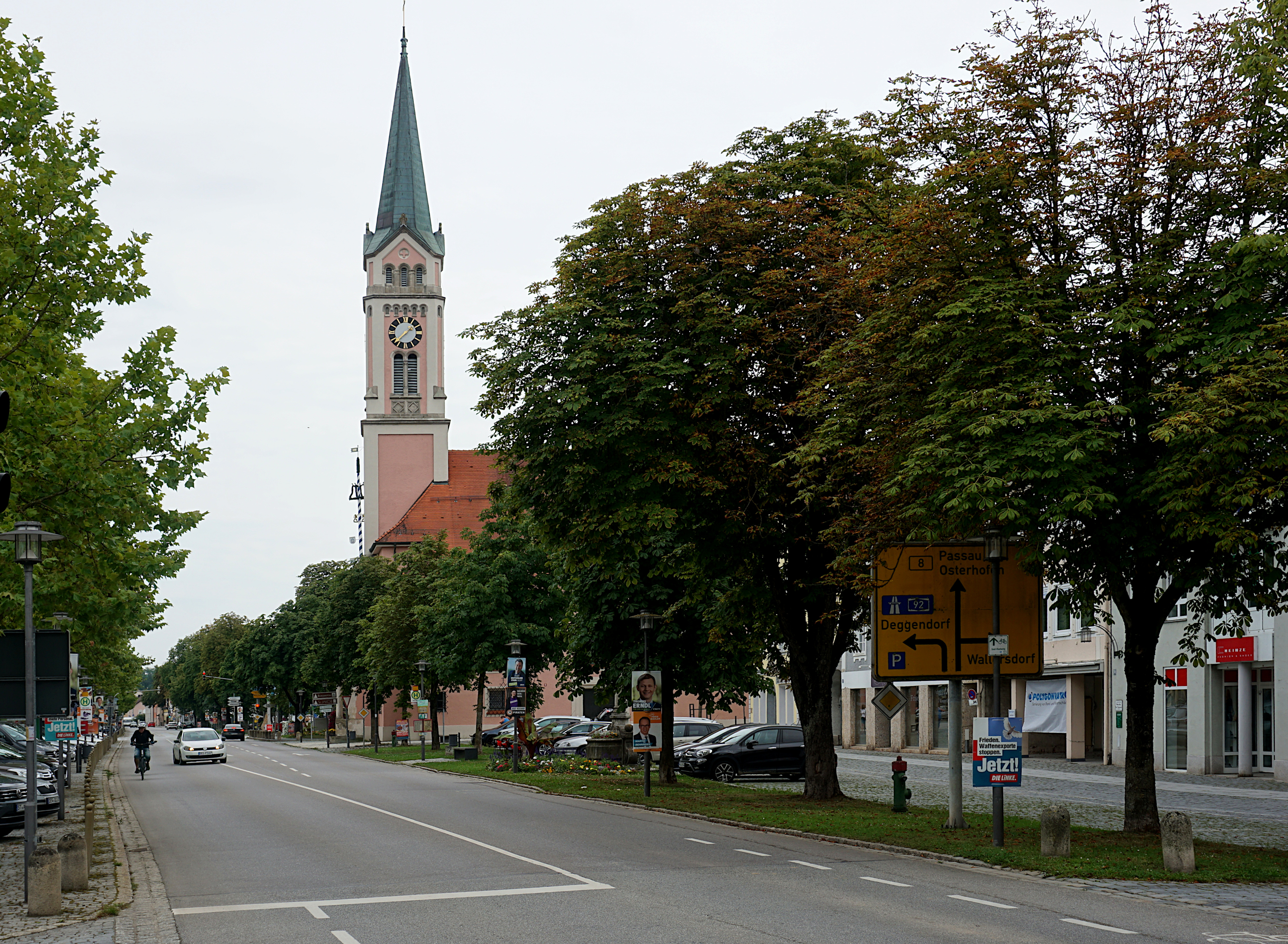

Das Ensemble bildet ein außerordentlich langgestreckter Straßenmarkt, dessen Grund- und Aufriss die Struktur des historischen Ortskerns nachhaltig bestimmen. Er entstand auf Befehl Herzog Albrecht I. nach der Flutkatastrophe von 1379, bei welcher das rechts der Isar gelegene, 868 als königliches Gut zuerst genannte ältere Plattling bis auf die Basilika St. Jakob zerstört worden war; die Kirche, nahe der Isarbrücke gelegen, bezeichnet bis heute den Platz der ältesten Siedlung. Der neue Ort wurde links der Isar angelegt und steht in der Tradition der wittelsbachischen Städtegründungen des 13. Jahrhunderts. Die Siedlung ordnet sich um ein Achsenkreuz, durch welches sie in vier Viertel geteilt wird. Die Hauptachse ist in ihrer ganzen Länge zum Markt ausgeweitet und folgt – von Nordwesten nach Südosten – der alten europäischen Fernstraße längs der Donau im Abschnitt Straubing-Passau. Eine nord-südliche Achse, die Straße von Deggendorf nach Landau, quert die Mitte des Straßenmarktes und teilt ihn in eine obere (Preysingplatz) und in eine untere Hälfte (Ludwigsplatz). Die großzügige Anlage des im gotischen Sinne systematisierten Platzes erklärt sich aus dem erwarteten Aufschwung zum Getreide- und Viehhandelsplatz, der sich auf Grund der günstigen Lage an der schiffbaren Isar, in der Nähe der Donau und an zwei Fernstraßen tatsächlich auch einstellte: Plattling wurde zu einem der großen Schrannenplätze Niederbayerns und war darüber hinaus Zollstätte. Die geschlossene Bebauung des Platzes entstammt nach mehreren Bränden meist dem 19. und früheren 20. Jahrhundert. Es handelt sich um vorwiegend traufseitige zwei- und dreigeschossige verputzte Wohn-, Geschäfts- und Gasthäuser, dabei auch einzelne Giebelbauten, wie das originelle Schweifgiebelhaus Preysingplatz 22. Von besonderer Bedeutung ist die Pfarrkirche St Magdalena, im Kern barock, in der äußeren Erscheinung gotisierend, die aus der südlichen Platzflucht heraustritt und das Platzbild beherrscht. Besondere Akzente setzen die neugotische Fassade des ehemaligen Spitals sowie die Pavillon-Kopfbauten am Nordwesteingang in den Platz, die an den ehemaligen Abschluss der Schmalseiten durch Tore erinnern. Aktennummer: E-2-71-146-1.

## Baudenkmäler nach Ortsteilen

### Plattling
| Lage                           | Objekt                                                          | Beschreibung | Akten-Nr.     | Bild                                         |
| ------------------------------ | --------------------------------------------------------------- | --- | ------------- | -------------------------------------------- |
| Bahnhofstraße (Standort)       | „Läusestein“                                                    | Gedenkstein an die Entlausung von Kriegsheimkehrern und Heimaturlaubern im Ersten Weltkrieg, etwa 3 Meter hohe Ortbetonstele, bezeichnet 1915 | D-2-71-146-1  | „Läusestein“                                 |
| Dr.-Kiefl-Straße 10 (Standort) | Ehemalige Wallfahrtskapelle St. Salvator                        | barocker Saalbau mit eingezogenem gotischen Chor und Glockengiebel, Chor von 1460, Langhaus von 1726; mit Ausstattung | D-2-71-146-2  | Ehemalige Wallfahrtskapelle St. Salvator     |
| Friedhofstraße 15 (Standort)   | Friedhofskirche St. Jakob                                       | romanische Pfeilerbasilika mit langgestrecktem spätgotischem Chor und vorgestelltem Westturm, vor 1188, Chor und östliche Erweiterungsbauten um 1480, Barockisierungen 1855 entfernt; mit Ausstattung | D-2-71-146-4  | weitere Bilder                               |
| Friedhofstraße 15 (Standort)   | Karner                                                          | neugotischer Oktogonalraum mit Zeltdach, 1858 | D-2-71-146-5  | weitere Bilder                               |
| Kapellenweg 15 (Standort)      | Kapelle St. Maria                                               | neugotischer Satteldachbau mit Dachreiter, bezeichnet 1856; mit Ausstattung | D-2-71-146-6  | weitere Bilder                               |
| Ludwigplatz (Standort)         | Kriegerdenkmal                                                  | steinernes Denkmal mit figürlichen Reliefs, 1912 | D-2-71-146-11 | weitere Bilder                               |
| Ludwigplatz 8 (Standort)       | Fassade, neugotische Giebelfassade des ehemaligen Bürgerspitals | mit Seitentürmchen und Fassadengliederung, um 1900; dahinterliegendes Gebäude nach Brand als Bürgerhaus 1986 errichtet | D-2-71-146-8  | weitere Bilder                               |
| Ludwigplatz 33 (Standort)      | Gasthaus                                                        | dreigeschossiger traufständiger Flachsatteldachbau mit Korbbogenportal und Stuckgliederung, erste Hälfte 19. Jahrhundert, im Kern älter | D-2-71-146-10 | Gasthaus                                     |
| Preysingplatz (Standort)       | Mariensäule                                                     | neubarocke steinerne Mariensäule mit Brunnenbecken, 1920 | D-2-71-146-19 | Mariensäule                                  |
| Preysingplatz 3 (Standort)     | Katholische Pfarrkirche St. Maria Magdalena                     | ursprünglich einschiffige barocke Anlage mit rundem Chorschluss und Westturm, von Georg Felix Hirschstötter d. J., 1759, Turm 1873, 1930/31 nach Entwurf Georg Hauberrissers neubarock erweitert; mit Ausstattung | D-2-71-146-14 | weitere Bilder                               |
| Preysingplatz 22 (Standort)    | Gasthof                                                         | zweigeschossiger breitgelagerter Schweifgiebelbau mit flachem Satteldach, 18. Jahrhundert | D-2-71-146-18 | Gasthof                                      |
| Preysingstraße 9 (Standort)    | Evangelisch-lutherische Dreieinigkeitskirche                    | oktogonaler Zentralbau mit Ostturm, von Hans Pylipp, 1930/31 | D-2-71-146-20 | Evangelisch-lutherische Dreieinigkeitskirche |
| Werkstraße 17, 19 (Standort)   | Ehemaliges Bahnbetriebswerk Plattling                           | Verwaltungsbau mit ehemaligem Wasserhochbehälter, drei- bzw. viergeschossiger Sichtziegelbau mit Flachsatteldächern, 1902; Übernachtungsgebäude, Blankziegelbau mit Satteldächern, 1902; westlich Stellwerk, zweigeschossiger Sichtziegelbau mit Walmdach, 1904; östlich Stellwerk, zweigeschossiger Sichtziegelbau mit Walmdach, 1904, mit vermutlich jüngerer Erweiterung | D-2-71-146-30 | Ehemaliges Bahnbetriebswerk Plattling        |

### Enzkofen
| Lage                              | Objekt     | Beschreibung                                                                             | Akten-Nr.     | Bild |
| --------------------------------- | ---------- | ---------------------------------------------------------------------------------------- | ------------- | ---- |
| Deggendorfer Straße 74 (Standort) | Wegkapelle | kleiner Satteldachbau mit Putzgliederung, zweite Hälfte 18. Jahrhundert; mit Ausstattung | D-2-71-146-21 | BW   |

### Höhenrain
| Lage                    | Objekt                              | Beschreibung | Akten-Nr.     | Bild |
| ----------------------- | ----------------------------------- | --- | ------------- | ---- |
| Höhenrain 40 (Standort) | Katholische Filialkirche St. Petrus | schlichter barockisierter Saalbau mit Giebelreiter, Ende 15. Jahrhundert, wohl im Kern 14. Jahrhundert; mit Ausstattung | D-2-71-146-22 | BW   |

### Pankofen
| Lage                               | Objekt                                   | Beschreibung                                                                   | Akten-Nr.     | Bild |
| ---------------------------------- | ---------------------------------------- | ------------------------------------------------------------------------------ | ------------- | ---- |
| Pankofen Hauptstraße 29 (Standort) | Katholische Filialkirche zur Hl. Familie | neugotischer Saalbau mit Dachreiter, von Lorenz Heimerl, 1882; mit Ausstattung | D-2-71-146-23 | BW   |

### Pielweichs
| Lage                        | Objekt                               | Beschreibung | Akten-Nr.     | Bild           |
| --------------------------- | ------------------------------------ | --- | ------------- | -------------- |
| Bachstraße 2 (Standort)     | Kapelle                              | kleiner Satteldachbau, erste Hälfte 19. Jahrhundert | D-2-71-146-27 | BW             |
| Kirchenstraße 19 (Standort) | Katholische Filialkirche St. Stephan | barocker Saalbau mit eingezogenem Chor und Nordturm, Chor und Turm wohl noch 14. Jahrhundert, Langhaus 18. Jahrhundert über älterem Kern; mit Ausstattung | D-2-71-146-25 | weitere Bilder |

### Rohr
| Lage              | Objekt     | Beschreibung                                                                       | Akten-Nr.     | Bild |
| ----------------- | ---------- | ---------------------------------------------------------------------------------- | ------------- | ---- |
| Rohr 2 (Standort) | Wegkapelle | kleiner Satteldachbau mit hölzernem Vorbau, 19. Jahrhundert                        | D-2-71-146-29 | BW   |
| Rohr 6 (Standort) | Kapelle    | kleiner neugotischer Satteldachbau, zweite Hälfte 19. Jahrhundert; mit Ausstattung | D-2-71-146-28 | BW   |

### Singerhof
| Lage                   | Objekt                                      | Beschreibung | Akten-Nr.     | Bild |
| ---------------------- | ------------------------------------------- | --- | ------------- | ---- |
| Singerhof 1 (Standort) | Stattliche Vierseithofanlage mit Hofkapelle | Wohnstallhaus, zweigeschossiger Flachsatteldachbau mit Blendgiebeln, Traufschrot und erdgeschossigem Stallteil, Wohnteil 1839, Stallteil bezeichnet 1852; Remise mit Stallungen, zweigeschossiger Flachsatteldachtrakt mit granitgerahmten Segmentbogentoren, nach Brand 1864 erneuert; Stadel, doppeltenniger Steildachbau, nach Brand 1864 erneuert; Stadel, eintenniger Steildachbau, nach Brand 1864 erneuert; katholische Hofkapelle St Laurentius und St Wolfgang, ehemalige Filiale des Klosters Metten, kleiner Saalbau mit spätromanischem Chor und Westturm, erste Hälfte 18. Jahrhundert, Chor 12. Jahrhundert; mit Ausstattung | D-2-71-146-31 | BW   |

## Ehemalige Baudenkmäler
In diesem Abschnitt sind Objekte aufgeführt, die früher einmal in der Denkmalliste eingetragen waren, jetzt aber nicht mehr. Objekte, die in anderem Zusammenhang also z. B. als Teil eines Baudenkmals weiter eingetragen sind, sollen hier nicht aufgeführt werden. Aktennummern in diesem Abschnitt sind ehemalige, jetzt nicht mehr gültige Aktennummern.

| Lage                                  | Objekt   | Beschreibung | Akten-Nr.     | Bild     |
| ------------------------------------- | -------- | --- | ------------- | -------- |
| Plattling Ludwigplatz 28 (Standort)   | Gasthaus | zweigeschossiger traufständiger Flachsatteldachbau mit Kniestock, Hofdurchfahrt und Stuckgliederungen im Maximiliansstil, drittes Viertel 19. Jahrhundert | D-2-71-146-9  | Gasthaus |
| Plattling Preysingplatz 11 (Standort) | Wohnhaus | zweigeschossiger traufseitiger Flachsatteldachbau mit neubarocker Stuckgliederung, frühes 20. Jahrhundert, im Kern wohl älter                             | D-2-71-146-17 | Wohnhaus |